# Манчини, Доменико
Доме́нико Манчи́ни (итал. Domenico Mancini; 1434—1491) — итальянский монах и хронист XV века, посетивший в 1482/1483 годах Английское королевство.

## Биография
Родился в 1434 году в Риме. О ранних годах Манчини ничего не известно. Входил в Августинский орден, был автором трактатов о богословии и этике. В 1482 году прибыл во Францию, где состоял на службе у архиепископа Анжело Като. В 1482—1483 годах посетил Английское королевство, историк К. Армстронг выдвинул предположения что Манчини совершил поездку с «независимой целью» или «в составе посольства». 1 декабря 1483 года на латинском был опубликован трактат «De occupatione regni Angliae» в которой описывалась поездка Манчини в Англию, посещения Лондона, дано описание короля Эдуарда IV. Долгое время считалось что трактат был утерян, пока в 1934 году он не был обнаружен в Лилле. В 1592 году произведение было издано писателем Теодором Польманом, в 1936 году переведено на английский язык К. Армстронгом.